# Rheinberg Kellerei
Die Rheinberg Kellerei ist eine Weinkellerei in Bingen am Rhein. Das Unternehmen gehört zur Edeka-Gruppe und erwirtschaftet rund 260 Mio. Euro Umsatz. Sie gilt damit als zweitgrößte Kellerei Deutschlands.

## Geschichte
Das Unternehmen wurde 1939 in Bingen gegründet und 1967 von der Edeka-Gruppe übernommen. Die Kellerei hat ihren Hauptsitz zwischen dem Rochusberg und dem Rhein am Hafen Bingen.

## Produkte

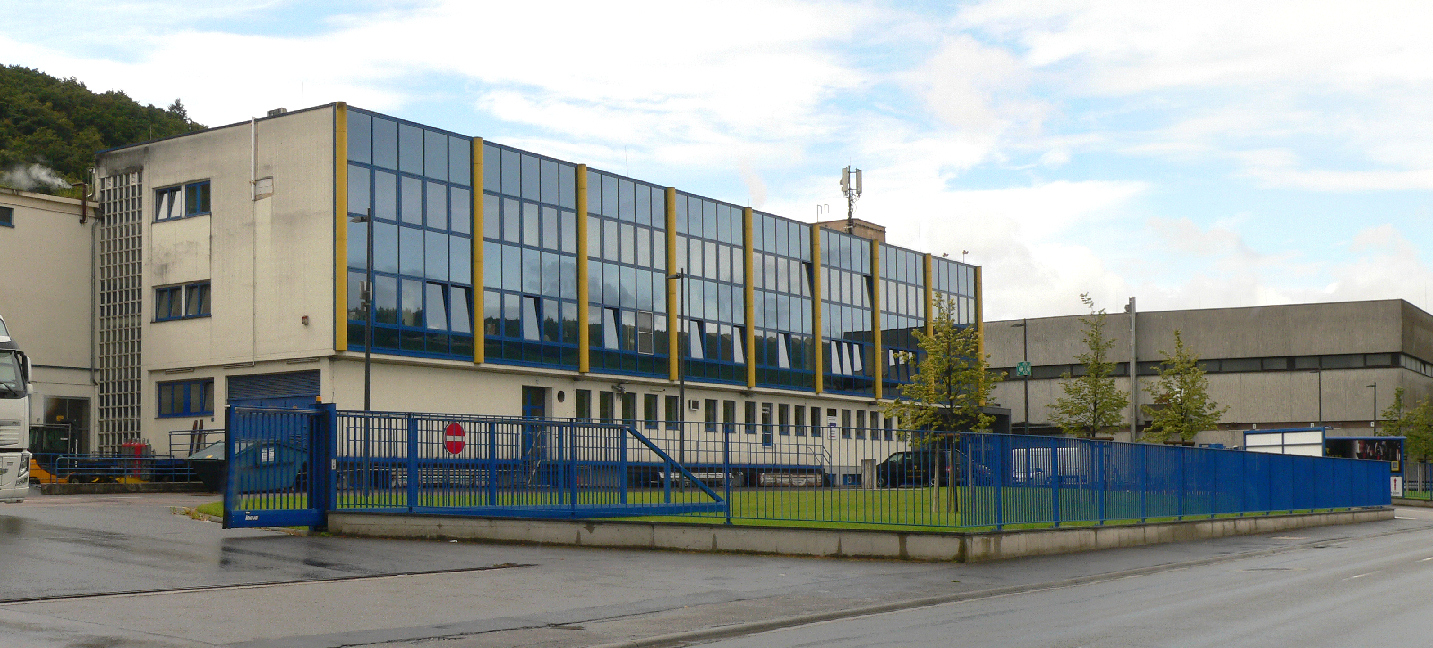
Abfüllerei in Bingen

Das Sortiment umfasst rund 450 Artikel aus 20 Ländern. 140 Millionen Flaschen verlassen jährlich das Lager der Kellerei. Dabei handelt es sich um importierte wie auch selbst hergestellte Weine und Sekte. 55 Millionen Flaschen Wein werden direkt im Unternehmen produziert, davon sind rund 15 Millionen Flaschen Dornfelder. Das Unternehmen bietet Rot-, Weiß- und Roséweine, außerdem Sekt und Weinmischgetränke wie etwa Sangria. Die Qualität reicht von Tafelweinen bis zu Prädikatsweinen. Beim größten internationalen Weinwettbewerb Mundus Vini konnte das Unternehmen mehrfach Gold- und Silbermedaillen gewinnen.
Die Weine der Rheinberg Kellerei sind nur bei Edeka- und Netto-Märkten erhältlich.